# Esmeralda Garcia
Esmeralda de Jesus Freitas Garcia (Sete Lagoas, 16 de fevereiro de 1959) é uma ex-saltadora brasileira, competidora no salto em distância, o salto triplo e também provas de velocidade como os 100 metros rasos.
Ela foi recordista mundial do salto triplo entre 5 de junho de 1986 e 2 de maio de 1987, com a marca de 13,68 m, batida em Indianápolis, Estados Unidos. Porém, o recorde não é ratificado pela IAAF, Federação Internacional de Atletismo, por ter sido batido antes de sua criação em 1990.